# Gesta Hammaburgensis Ecclesiae Pontificum

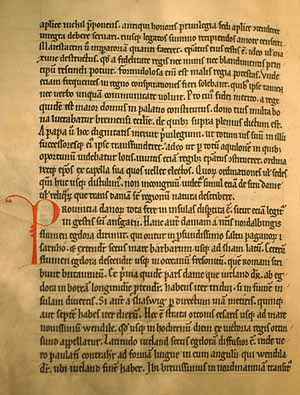
Pàgina del manuscrit Gesta Hammaburgensis ecclesiae pontificum

Els Gesta Hammaburgensis ecclesiae pontificum (llatí medieval fets dels bisbes d'Hamburg) és un tractat històric escrit entre 1073 i 1076 per Adam de Bremen, que va fer addicions (scholia) al text fins a la seva mort (possiblement 1081, abans de 1085.) És una de les fonts més importants de la història medieval del nord d'Europa, i la font textual llatina més antiga que informa sobre l'exploració nòrdica d'Amèrica.
Cobreix tot el període conegut com l'era dels vikings, des de la fundació del bisbat sota Willehad en 788 fins al govern del príncep-bisbe Adalbert en temps d'Adam (1043-1072). El text se centra en la història de la diòcesi d'Hamburg-Bremen i els seus bisbes. Com que els bisbes tenien jurisdicció sobre les missions a Escandinàvia, també dona un informe sobre el paganisme nòrdic del període.
L'existència de l'obra fou oblidada a la baixa edat mitjana, fins que fou redescoberta en el segle XVII a la biblioteca de l'abadia de Sorø, a Dinamarca.
És un dels manuscrits més importants com a font històrica i geogràfica de la primerenca Alemanya septentrional i de l'Escandinàvia germànica (la Norrènia), així com les relacions existents entre els saxons, vendes i pobles norrens.

## Composició
Els gesta estan compostos per diversos llibres:
- Liber I
- Liber II
- Liber III
- Descriptio insularum aquilonis (Una descripció de les illes del nord)[3]
- M. Adami epilogus ad liemarum episcopum

El llibre IV descriu la geografia d'Escandinàvia i regions del Bàltic, així com Islàndia, Grenlàndia i Vinland (Amèrica del Nord), i és el llibre més antic en llatí que esmenta, en el seu capítol 38, part del continent americà.